# Мазоне
Мазо̀не (на италиански: Masone; на лигурски: Mazon, Мазон) е малко градче и община в Северна Италия, провинция Генуа, регион Лигурия. Разположено е на 403 m надморска височина. Населението на общината е 3743 души (към 2011 г.).